# Butanol
Butanoly jsou alkoholy se sumárním vzorcem C4H9OH. Tvoří čtyři izomery: butan-1-ol (n-butanol), sek-butanol, terc-butanol a isobutanol. Tyto izomery mají rozdílné chemické a fyzikální vlastnosti, ale všechny jsou mírně rozpustné ve vodě. Podobně jako většina alkoholů je i butanol jedovatý.

## Vlastnosti
| n-butanol             | n-butanol     |
| --------------------- | ------------- |
| n-butanol             |               |
| Chemický název        | butan-1-ol    |
| Molární hmotnost      | 74,121 g/mol  |
| Registrační číslo CAS | 71-36-3       |
| Teplota tání          | −88,6 °C      |
| Teplota varu          | 117,73 °C     |
| Hustota               | 0,809 5 g/cm3 |

| i-butanol             | i-butanol     |
| --------------------- | ------------- |
| i-butanol             |               |
| Chemický název        | butan-2-ol    |
| Molární hmotnost      | 74,121 g/mol  |
| Registrační číslo CAS | 78-92-2       |
| Teplota tání          | −88,5 °C      |
| Teplota varu          | 108 °C        |
| Hustota               | 0,806 3 g/cm3 |

| t-butanol             | t-butanol           |
| --------------------- | ------------------- |
| t-butanol             |                     |
| Chemický název        | 2-methylpropan-2-ol |
| Molární hmotnost      | 74,121 g/mol        |
| Registrační číslo CAS | 75-65-0             |
| Teplota tání          | 25,69 °C            |
| Teplota varu          | 82,4 °C             |
| Hustota               | 0,809 5 g/cm3       |

## Použití
Butanol se používá jako rozpouštědlo v mnoha chemických a textilních procesech jako např. ředidlo barev nebo složka hydraulických a brzdných kapalin. Další využití nachází jako složka parfémů.
Také může být využit jako palivo pro spalovací motory (v zážehovém motoru bez nutnosti úprav, jelikož se vlastnostmi blíží benzínu) nebo k výrobě kyseliny máselné.

## Výroba
Většina butanolu se komerčně získává z fosilních paliv.
Butanol lze také získat jako vedlejší produkt aceton-butanolového kvašení (bakterie Clostridium acetobutylicum). Jedná se o anaerobní proces, při kterém dochází k tvorbě kyselin, rozpouštědel a také se uvolňuje vodík a oxid uhličitý.